# Вергелес, Виталий Викторович
Виталий Викторович Вергелес (15 ноября 1989, Львов) — украинский гребец-каноист, выступает за национальную сборную Украины по гребле начиная с 2012 года. Серебряный призёр чемпионата мира, серебряный и трижды бронзовый призёр чемпионатов Европы, чемпион летней Универсиады в Казани, многократный победитель и призёр регат национального значения.

## Биография
Виталий Вергелес родился 15 ноября 1989 года в городе Львове Украинской ССР. Учился в Национальном университете «Львовская политехника», состоял в спортивных обществах «Колос» и «Динамо».
Первого серьёзного успеха на взрослом международном уровне добился в сезоне 2012 года, когда вошёл в основной состав украинской национальной сборной и побывал на чемпионате Европы в хорватском Загребе, откуда привёз награду бронзового достоинства, выигранную в зачёте двухместных каноэ на дистанции 500 метров вместе с напарником Денисом Камериловым. Год спустя на аналогичных соревнованиях в португальском городе Монтемор-у-Велью взял бронзу в четвёрках на тысяче метрах. Будучи студентом, отправился представлять страну на летней Универсиаде в Казани, где со своим четырёхместным экипажем стал серебряным призёром в полукилометровой гонке и одержал победу в километровой — за это выдающееся достижение награждён орденом «За заслуги» III степени.
В 2015 году успешно выступил на чемпионате мира в Милане, в составе гребной команды Украины завоевал серебряную медаль в четвёрках на дистанции 1000 метров, уступив на финише только сборной Румынии. В следующем сезоне на европейском первенстве в Москве удостоился бронзовой награды в двойках на пятистах метрах и серебряной награды в четвёрках на тысяче метрах.